# Nuculana anakena
Nuculana anakena is een tweekleppigensoort uit de familie van de Nuculanidae. De wetenschappelijke naam van de soort is voor het eerst geldig gepubliceerd in 2012 door Raines & Huber.